# Pelodiscus parviformis
Espèce
Statut CITES
Pelodiscus parviformis est une espèce de tortues de la famille des Trionychidae.

## Répartition
Cette espèce est endémique de Chine. Elle se rencontre au Guangxi et au Hunan.

## Publication originale
- Tang, 1997 : Research on a new species of Pelodiscus, Trionychidae, in China. Zoological Research Kunming, vol. 18, no 1, p. 13–17 (texte intégral).